# (3888) Hoyt
(3888) Hoyt es un asteroide perteneciente al cinturón de asteroides, descubierto el 28 de marzo de 1984 por Carolyn Shoemaker desde el Observatorio del Monte Palomar, Estados Unidos.

## Designación y nombre
Designado provisionalmente como 1984 FO. Fue nombrado Hoyt en honor al historiador y periodista estadounidense William Graves Hoyt.